# Toyota RAV4
Toyota RAV4 (яп. トヨタ・RAV4, хепбёрн Toyota Ravufō) — компактный кроссовер, запущенный в производство в Японии в 1994 году. Первое поколение позиционировалось компанией Toyota как женский автомобиль для активного отдыха, отсюда и происхождение названия (Recreation Active Vehicle), цифра «4» указывает на постоянный полный привод.

## Первое поколение
Первое поколение RAV4 (SXA10) было создано на базе Toyota Celica GT-Four. В производство был запущен кузов с тремя дверьми. C 1995 года начался выпуск 5-дверных кузовов. На автомобиль устанавливали двигатели объёмом 2,0 литра, 3S-FE и 3S-GE мощностью, соответственно, 135 и 178 л. с. RAV4 первого поколения оснащался также механической либо автоматической коробкой передач и имел привод либо на передние, либо на все колёса. В 1997 году RAV4 первого поколения получил также версию кузова с тканевой крышей и прошёл незначительный рестайлинг. Rav4 уже первого поколения официально продавался на российском рынке.

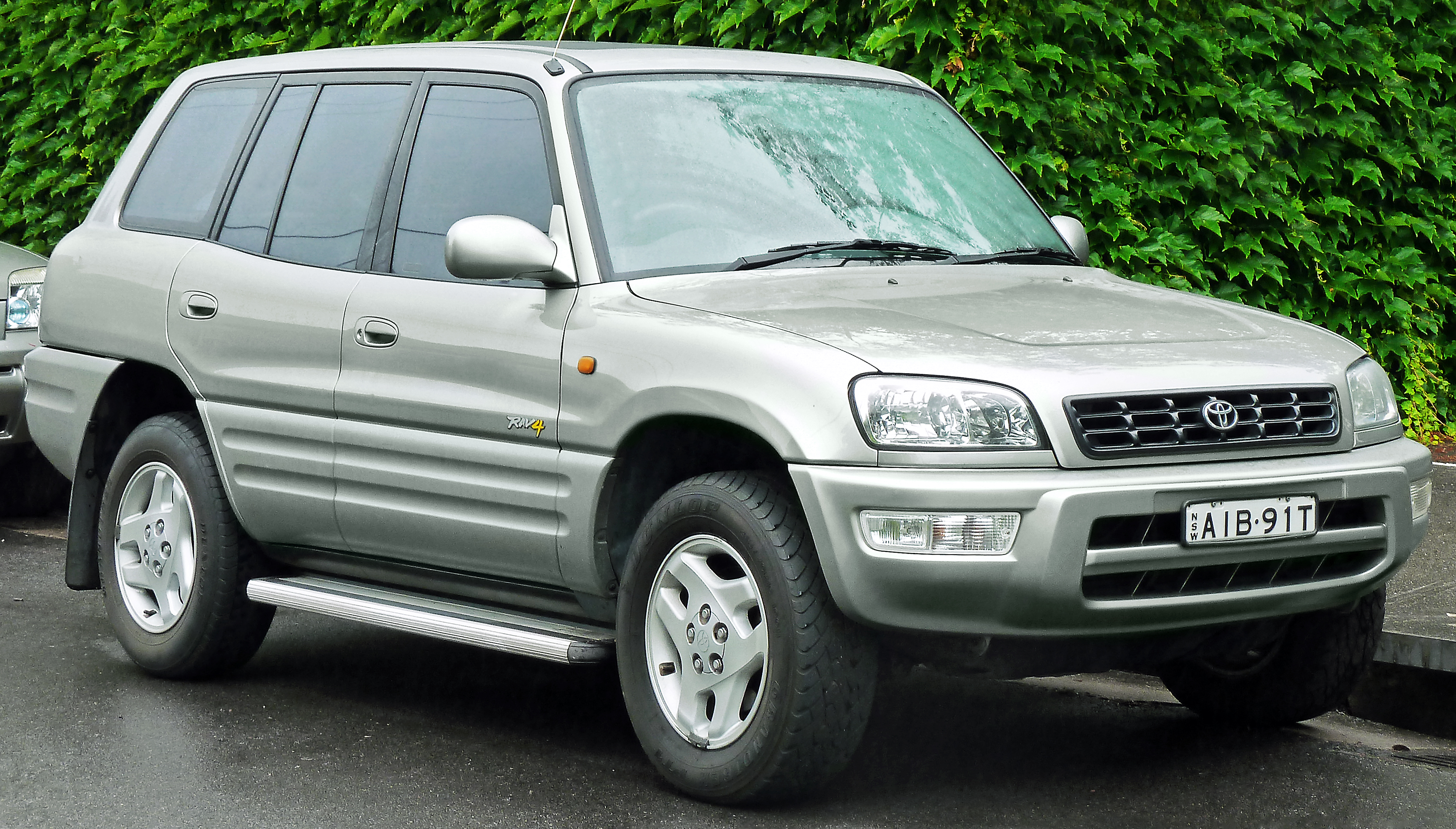
Toyota RAV4 после рестайлинга 1998 года

## Второе поколение
Второе поколение RAV4 (CA20W) выпускалось с 2000 по 2005 год. Сохранились как трёхдверные, так и пятидверные версии автомобиля. По аналогии с первым поколением RAV4 выпускались автомобили с передним приводом (в основном для рынка США и Японии) и постоянным полным. На автомобиль устанавливали бензиновые двигатели объёмом 1,8 л 1ZZ-FE (123 л. с. (переднеприводные автомобили)), 2,0 л 1AZ-FE, 1AZ-FSE (150 л. с.), 2,4 л 2AZ-FE, 2AZ-FSE (161 л. с.), а также дизельный 2-литровый двигатель D-4D (116 л. с.).

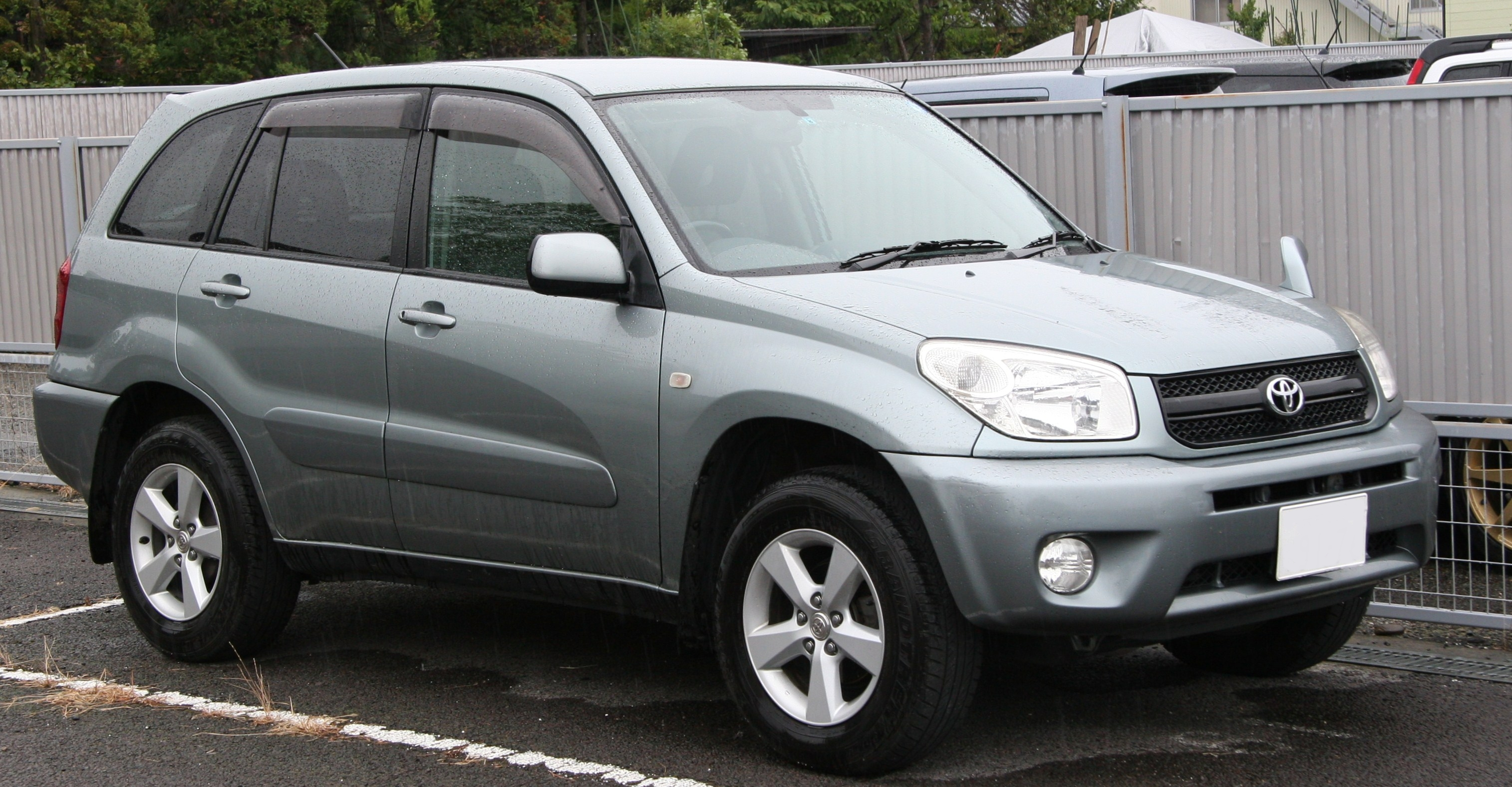
Toyota RAV4 после рестайлинга 2003 года

Модели 2001—2003 годов выпуска известны большим числом жалоб на АКПП, основная причина проблем которой — неисправность электронного блока управления. Из-за этой проблемы Toyota объявляли отзывную кампанию и продляли гарантии на автомобили 2001—2003 г.в. до 10 лет. Но, несмотря на это, сама по себе автоматическая коробка передач Aisin U140/U140F, устанавливаемая на этот автомобиль, является достаточно надёжной. Toyota опубликовала список проблемных ЭБУ, рекомендуемых к ремонту или замене. Электронные блоки управления, которые не входят в опубликованный список, подобных проблем не вызывали.

## Третье поколение
В Японии третье поколение RAV4 (CA30W) появилось в продаже в октябре 2005 года, в США и Канаде — в ноябре 2005 года, а в Европе — 1 декабря 2005 года. RAV4 третьего поколения лишился трёхдверной версии. Произошли изменения и в схеме полного привода — он перестал быть постоянным полным. Для рынка США выпускается удлинённый вариант кузова, также имеется модификация с 6-цилиндровым двигателем рабочим объёмом 3,5 литра. В 2010 году состоялась презентация обновлённого RAV4.

### Обновление 2010 года
В феврале 2010 года RAV4 вошёл с изменённой головной и задней оптикой, а решётка радиатора стала интегрированной в передний бампер. На рулевом колесе кроссовера появились дополнительные клавиши управления, в базовую комплектацию вошёл линейный аудиовход мультимедийной системы. В США вместо двигателя 2.4 стали предлагать 2.5 220 л. с. Двигатель 2.0 увеличили до 158 л. с., а двигатель 2.4 стал выдавать мощность 184 л. с. Вместо автомата стали предлагать вариатор, а вместо 5-скор. МКПП — 6-скор. МКПП.
В 2011 году добавилась версия с длинной (2’660 мм) колёсной базой — Toyota RAV4 III LWB. Длина автомобиля составляет 4’625 мм. За счёт увеличения расстояния между осями возрос объём багажника, а пространство между передним и задним рядами сидений в обновлённой версии RAV4 составляет 865 мм (в базовой версии — 800 мм).

### 2011 модельный год в России
В России Toyota RAV4 2011 модельного года, представленная на Женевском автошоу весной 2010 года, начала официально продаваться с 1 июня 2010 года. Фактически, новый RAV4 представляет собой модернизированный кроссовер 2006 модельного года (2005 года в производстве). Изменения коснулись внешности, комплектаций, одного из двух доступных в России двигателей и гаммы коробок передач.
2-литровый двигатель 3ZR-FAE, доступный на RAV4 с короткой колёсной базой, и оснащённый системами Dual-VVT-i и Valvematic (система плавного изменения высоты подъёма клапанов), теперь мощнее на 6 л. с. (макс. мощность составляет 158 л. с. при 4400 об/мин). Для этого варианта кроссовера полностью изменился набор коробок передач — на российском рынке предлагались 6-ступенчатая МКПП и вариатор Multidrive S с ручным режимом переключения по 7 предустановленным передачам. Toyota RAV4 LWB 2011 была доступна с двигателем 2,4 л мощностью (184 л. с.) в паре с 4-ступенчатой АКПП.
Внешне RAV4 с 2010 модельного года также изменился: машина получила иные капот, решётку радиатора и передний бампер, сменили и дизайн колёсных дисков. Передняя часть кроссовера стала несколько напоминать популярную Camry. Рестайлинг экстерьера не коснулся длиннобазной версии (в Японии RAV4 LWB с новым внешним видом был доступен как Toyota Vanguard).
В октябре 2011 года было изменено количество лошадиных сил в двигателе 3ZR-FAE со 158 л. с. на 148 л. с. для экономии на транспортном налоге на территории Российской Федерации.
Основные характеристики:
| двигатель    | мощность  | максимальный крутящий момент | расход топлива |
| ------------ | --------- | ---------------------------- | -------------- |
| 2-литровый   | 148 л. с. | 198 Н·м                      | 9,6 л/100км    |
| 2,4-литровый | 180 л. с. | 224 Н·м                      | 12,6 л/100 км  |

Динамические показатели:
| Объём двигателя | привод | максимальная скорость | разгон 0-100 км/ч мощность коробка передач |
| --------------- | ------ | --------------------- | ------------------------------------------ |
| 2-литровый      | 4X2    | 185 км/ч              | 10,4 сек. 148 л. с. механика 6 ступ.       |
| 2-литровый      | 4X4    | 185 км/ч              | 10,7 сек. 148 л. с. механика 6 ступ.       |
| 2-литровый      | 4X4    | 180 км/ч              | 11,5 сек. 148 л. с. вариатор бесступ.      |
| 2,4-литровый    | 4X4    | 180 км/ч              | 10,6 сек. 170 л. с. автомат 4 ступ.        |

### Безопасность
Автомобиль прошёл тест Euro NCAP в 2006 году:
| Euro NCAP                                             | Euro NCAP | Euro NCAP | Euro NCAP |
| ----------------------------------------------------- | --------- | --------- | --------- |
| Рейтинги                                              | Пассажир  |           | 32        |
| Рейтинги                                              | Ребёнок   |           | 39        |
| Рейтинги                                              | Пешеход   |           | 21        |
| Протестированная модель: Toyota RAV4 D-4D, LHD (2006) |           |           |           |

## Четвёртое поколение

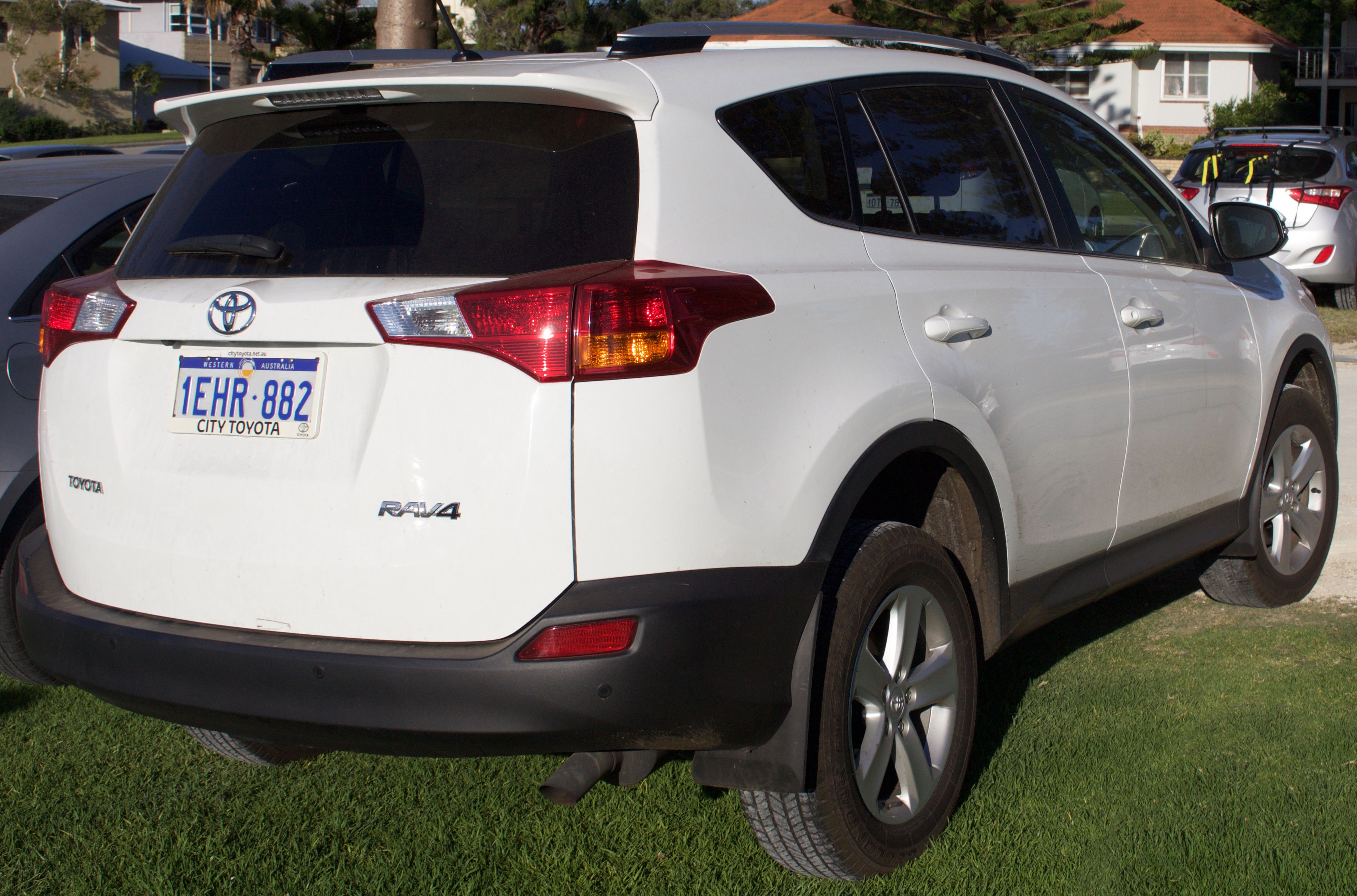
Toyota RAV-4 вид сзади

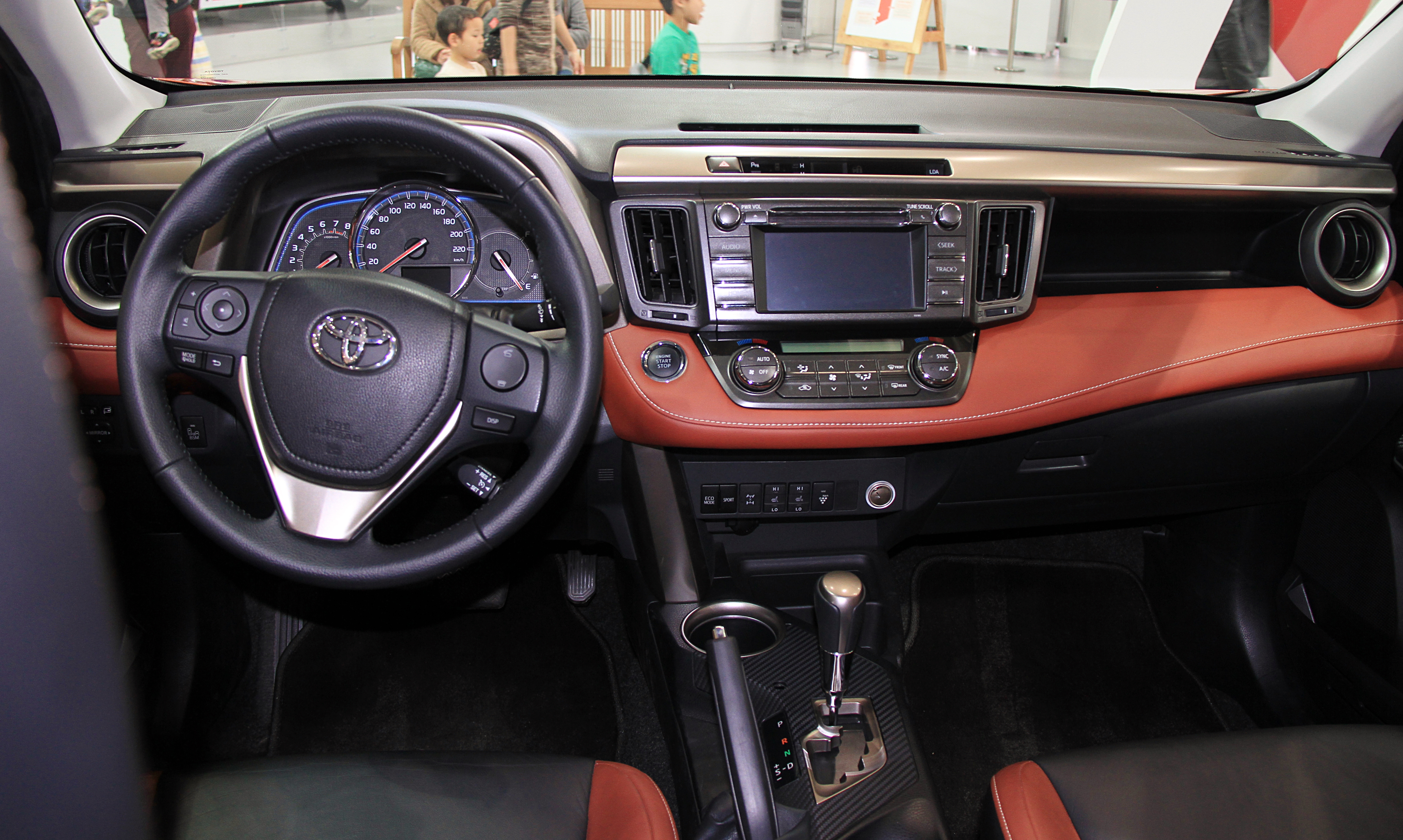
Интерьер

Премьера RAV4 четвёртого поколения состоялась на мотор-шоу в Лос-Анджелесе в конце ноября 2012 года. Кроссовер заметно прибавил в размерах по сравнению с предшественником. Продажи новинки стартовали в начале 2013 года.

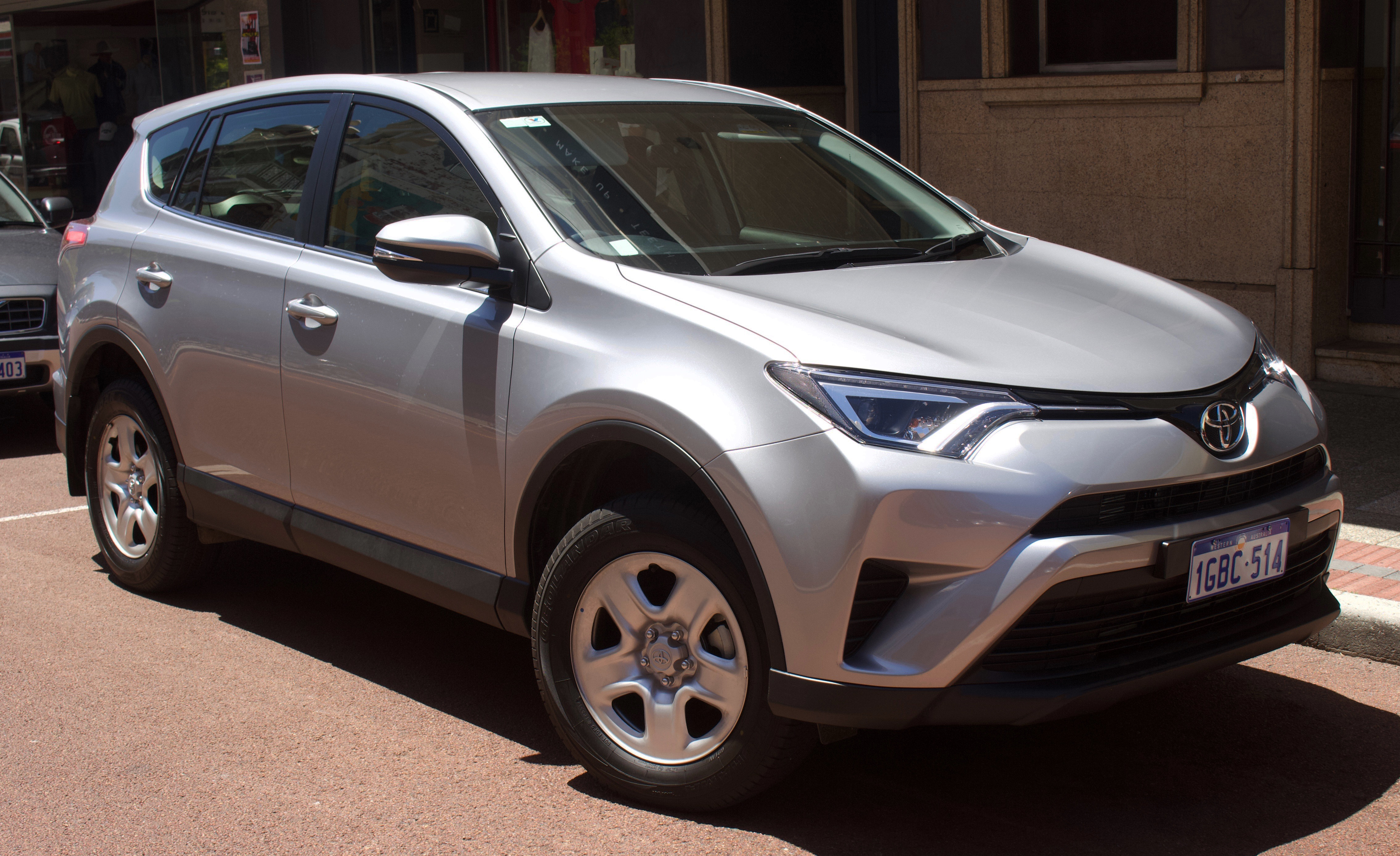
Рестайлинг 2016 года

Базовым двигателем остался 2-литровый бензиновый мотор на 150 л. с., который агрегатируется с шестиступенчатой механической коробкой передач или вариатором. А вот вместо двигателя 2,4 л (170 л. с.) предлагается силовой агрегат объёмом 2,5 л на 180 л. с., который работает в паре только с АКПП (такой же устанавливается на седан Camry). Также предлагается два турбодизеля: 2,0 л мощностью 124 л. с. и 2,2 л мощностью 150 л. с.
Запасное колесо с пятой двери перенесли в багажник. При этом оно перестало быть полноразмерным.

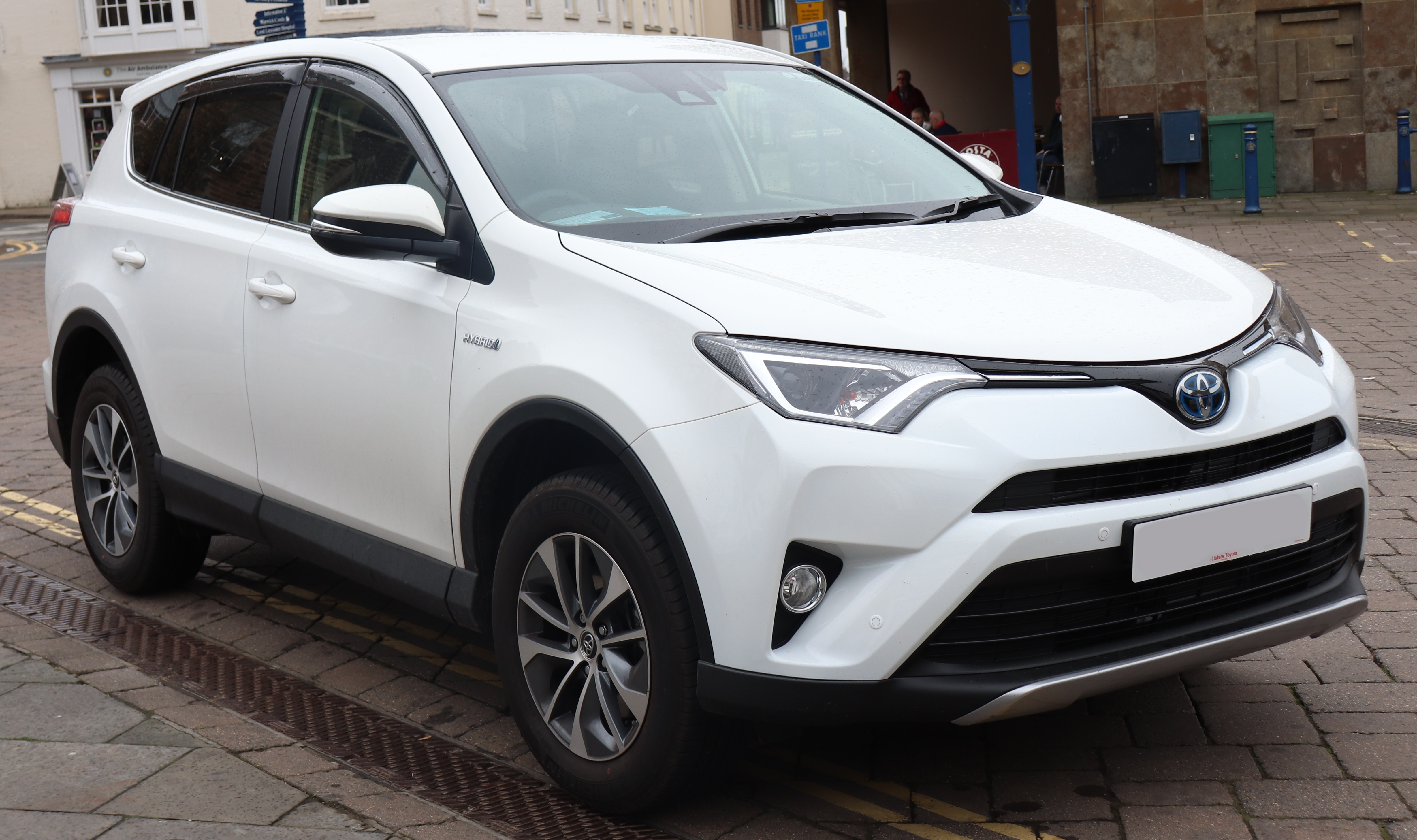
Toyota RAV4 2018 года

По информации, распространяемой дилерами Toyota, на территории СНГ продаются автомобили, собранные на заводе в Японии. Однако компания Toyota располагает производственными мощностями в Китае, где даже организовано производство двигателей для этой модели. При том, что в самом Китае данный автомобиль особой популярностью не пользуется. Ежегодные продажи в Китае составляют в районе 10 тыс. штук. (Продажи китайского клона — Chery Tiggo — около 70 тыс. в год). Мощность же FAW-Toyota, где собирают RAV4 — до 135’000 штук в год.
Самый популярный кроссовер в мире в первой половине 2018 года, продано 408 703 экземпляра.

### Безопасность
Автомобиль прошёл тест Euro NCAP в 2013 году:
| Euro NCAP                                                               | Euro NCAP | Euro NCAP | Euro NCAP             |
| ----------------------------------------------------------------------- | --------- | --------- | --------------------- |
| · общий рейтинг                                                         |           |           |                       |
| 89%                                                                     | 82%       | 66%       | 66%                   |
| взрослый пассажир                                                       | ребёнок   | пешеход   | активная безопасность |
| Протестированная модель: Toyota RAV4, 2,2 дизель, mid grade, LHD (2013) |           |           |                       |

## Пятое поколение

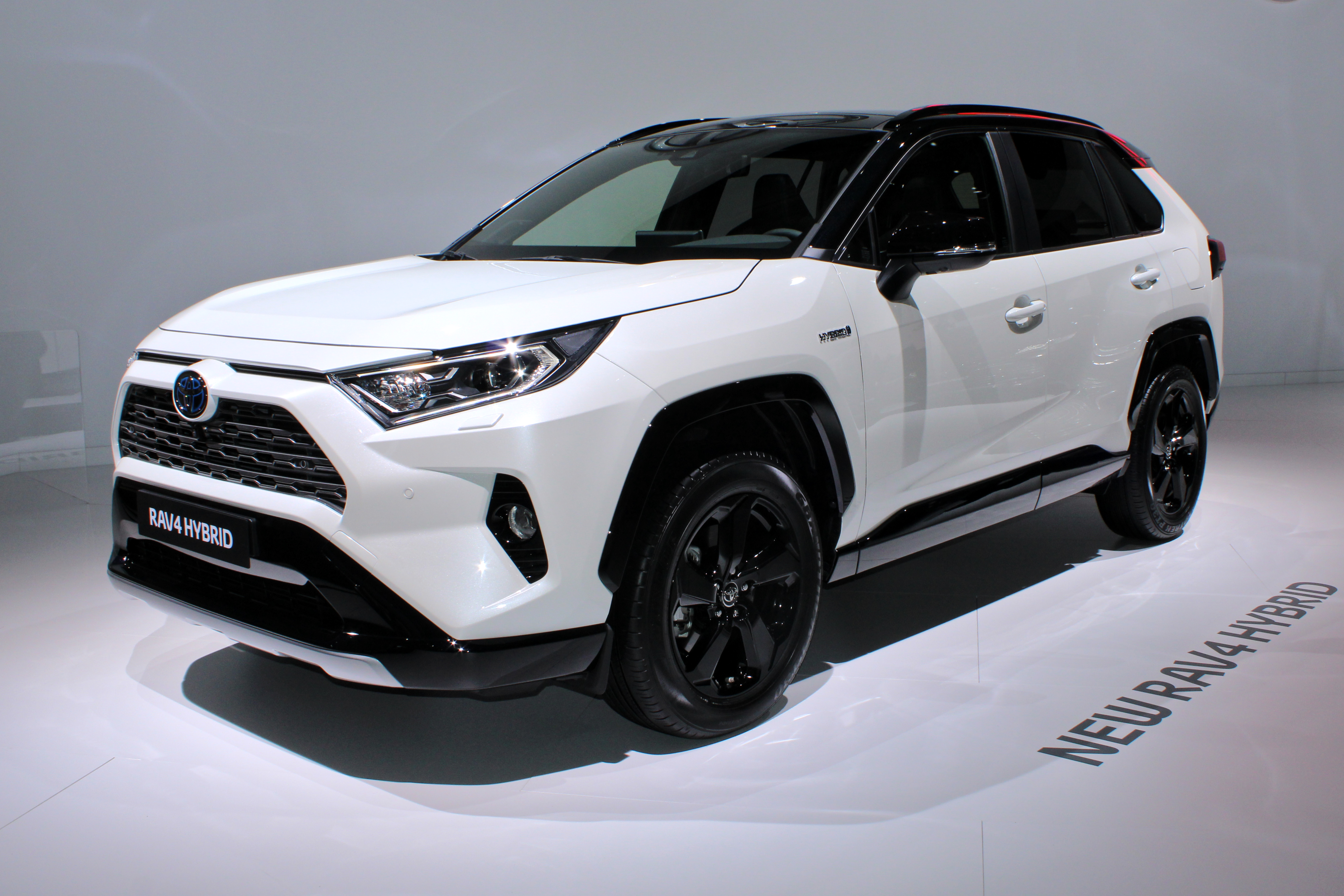
Toyota RAV4

Новое поколение дебютировало в марте 2018 года на Нью-йоркском автосалоне. Продажи стартовали в середине 2019 года. Toyota RAV4 пятого поколения оснащается бензиновыми атмосферными новыми двигателями серии Dynamic Force объёмом 2 литра (150 л. с.) и 2,5 литра (200 л. с.). Лучшее сгорание топливовоздушной смеси во всём рабочем диапазоне оборотов двигатели серии Dynamic Force обеспечивает прирост мощности, лучшую отзывчивость и пониженный расход топлива. Доступен 8-ступенчатый автомат, а также бесступенчатый вариатор. На модели RAV4 предлагаются две системы полного привода: традиционная Dynamic Torque Control AWD (комплектация «Комфорт») — автоматически подключает задние колёса при пробуксовке передних и Dynamic Torque Vectoring AWD — полноприводная трансмиссия с двумя раздельными муфтами на каждом из задних колёс. В 2021 году автомобиль прошёл фейслифтинг.

### Безопасность
Автомобиль прошёл тест Euro NCAP в 2019 году:
| Euro NCAP                                                   | Euro NCAP | Euro NCAP | Euro NCAP             |
| ----------------------------------------------------------- | --------- | --------- | --------------------- |
| · общий рейтинг                                             |           |           |                       |
| 93%                                                         | 87%       | 85%       | 77%                   |
| взрослый пассажир                                           | ребёнок   | пешеход   | активная безопасность |
| Протестированная модель: Toyota RAV4 Hybrid AWD, LHD (2019) |           |           |                       |

## Шестое поколение
RAV4 шестого поколения дебютировал 21 мая 2025 года. По сути, это первый автомобиль Toyota, получивший новый набор передовых систем помощи водителю Toyota Safety Sense (TSS) 4.0.
Автомобили Toyota RAV4 шестого поколения оснащаются двигателем A25A-FXS i4 объёмом 2,5 л. В переднеприводной конфигурации двигатель развивает мощность 169 кВт (227 л. с.), а в полноприводной — 176—239 кВт (236—321 л. с.).
RAV4 Prime поддерживает CCS-совместимую быструю зарядку постоянным током мощностью до 50 кВт.

## Статистика продаж
| Год  | США     | Канада |
| ---- | ------- | ------ |
| 1996 | 56,709  |        |
| 1997 | 67,489  |        |
| 1998 | 64,990  |        |
| 1999 | 57,138  |        |
| 2000 | 53,777  |        |
| 2001 | 86,368  |        |
| 2002 | 86,601  |        |
| 2003 | 73,204  |        |
| 2004 | 70,314  |        |
| 2005 | 70,518  |        |
| 2006 | 152,047 |        |
| 2007 | 172,752 |        |
| 2008 | 137,020 | 20,522 |
| 2009 | 149,088 | 25,784 |
| 2010 | 170,877 | 22,810 |
| 2011 | 132,237 | 21,550 |
| 2012 | 171,877 | 25,942 |